# Cai Yalin
Cai Yalin (Chengde, 3 de setembro de 1977) é um atirador olímpico chinês, campeão olímpico.

## Carreira
Cai Yalin representou a China nas Olimpíadas, em 2000, conquistou a medalha de ouro em 2000, no Rifle 10m.